# Narost (gromada)
Narost – dawna gromada, czyli najmniejsza jednostka podziału terytorialnego Polskiej Rzeczypospolitej Ludowej w latach 1954–1972.
Gromady, z Gromadzkimi Radami Narodowymi (GRN) jako organami władzy najniższego stopnia na wsi, funkcjonowały od reformy reorganizującej administrację wiejską przeprowadzonej jesienią 1954 do momentu ich zniesienia z dniem 1 stycznia 1973, tym samym wypierając organizację gminną w latach 1954–1972.
Gromadę Narost z siedzibą GRN w Naroście utworzono – jako jedną z 8759 gromad na obszarze Polski – w powiecie chojeńskim w woj. szczecińskim na mocy uchwały nr V/41/54 WRN w Szczecinie z dnia 5 października 1954. W skład jednostki weszły obszary dotychczasowych gromad Białęgi i Narost ze zniesionej gminy Warnice, obszary dotychczasowych gromad Brwice i Czartoryja ze zniesionej gminy Chojna oraz obszar dotychczasowej gromady Witnica ze zniesionej gminy Moryń w tymże powiecie. Dla gromady ustalono 13 członków gromadzkiej rady narodowej.
31 grudnia 1959 z gromady Narost wyłączono: a) miejscowości Brwice i Czartoryja, włączając je do znoszonej gromady Godków; oraz b) miejscowości Mierno, Otusz, Witniczka, Witnica, Niwka i Wisław, włączając je do gromady Bielin – w tymże powiecie, po czym gromadę Narost zniesiono, włączając jej (pozostały) obszar do gromady Warnice w tymże powiecie.